# Luj V., zapadnofranački kralj
Luj V. (967. – 21. svibnja 987.) bio je francuski kralj 986. – 987. godine.

## Životopis
Luj V. postaje kralj poslije ubojstva svoga oca, kralja Lotara 2. ožujka 986. godine. Vladao je samo godinu dana, tako da ga kroničari nazivaju "kralj koji nije ništa učinio".
Ubrzo po dolasku na vlast upleo se u sukob oko pripadnosti Lotaringije. Namjeravao je učvrstiti stara karolinška prava na jugu Francuske. 
Razdoblje njegove vladavine bilo je obilježeno frakcijskim borbama na francuskom dvoru. Ubrzo po dolasku na vlast on odlučuje ponoviti grešku koja je koštala njegovog oca glave. Novo suđenje za izdaju biskupu Adalberonu završava isto kao i prethodno ubojstvom kralja od pristaša Huge Capeta. Poginuo je mlad u nesreći tijekom lova.
Poslije smrti Luja V. njegov prirodni nasljednik je bio stric Karlo, ali ponovno se javlja biskup Adalberon koji proglašava da nije dovoljno biti kraljevske krvi kako bi se vladalo i proglašava za novog kralja Huga Capeta koji se "dokazao kao sposobni vođa". 
Ostatci karolinške dinastije su potpuno zatrti u sljedećih nekoliko desetljeća.

## Poveznice
- Popis francuskih vladara